# The Train Wreckers
The Train Wreckers je americký němý film z roku 1905. Režisérem je Edwin S. Porter (1870–1941). Film trvá zhruba 12 minut a premiéru měl 27. listopadu 1905.

## Děj
Film zachycuje dceru železničního výhybkáře, jak jde lesem, kde narazí na skupinu psanců, kteří ji zajmou a přivážou ke stromu. Zatímco psanci zatarasí železnici kládami, aby vykolejeli vlak, dívku zachrání její pes, který rozkouše lano, kterým je svázána. Děvče běží k železnici, kde na poslední chvíli zastaví projíždějící vlak, ze kterého postupně vystoupí několik osob, aby odklidili překážku, a pak se vydá zpět domů. Při cestě ji však uhodí do bezvědomí jeden ze zločinců, který ji s bandou nechá ležet na železnici. Když k ní přijíždí vlak, všimne si ji její milí, který sestoupí na smetadlo a chytí ji před nárazem. Vlakový inženýr se s kolegy kvůli ní rozhodne prchající gangstery na drezíně pronásledovat, což vyústí ve vzájemnou přestřelku, kterou nepřežije.